# Gare de Vincelles
Gare de Vincelles vasútállomás Franciaországban, Vincelles településen.

## Vasútvonalak
Az állomást az alábbi vasútvonalak érintik:
- Laroche-Migennes-Cosne-vasútvonal

## Kapcsolódó állomások
A vasútállomáshoz az alábbi állomások vannak a legközelebb:
- Gare de Champs - Saint-Bris (Paris Gare de Bercy)
- Gare de Cravant - Bazarnes (Gare de Corbigny)
- Gare de Cravant - Bazarnes (Gare d’Avallon)